# Conamomum pierreanum
Conamomum pierreanum là một loài thực vật có hoa trong họ Gừng. Loài này được François Gagnepain mô tả khoa học đầu tiên năm 1906 dưới danh pháp Amomum pierreanum. Năm 2018, Jana Leong-Škorničková và Axel Dalberg Poulsen chuyển nó sang chi mới phục hồi là Conamomum.

## Phân bố
Loài này có tại Campuchia, Thái Lan. Nghiên cứu năm 2021 của nhóm tác giả từ Việt Nam ghi nhận loài này có mặt tại tỉnh Đắk Nông.